# We Be Clubbin'
"We Be Clubbin'" là bài hát của Ice Cube từ album soundtrack The Player's Club. Shaquille O'Neal và Michael Jackson đã thực hiện một phiên bản cover mang tên "We Be Ballin'".

## Danh sách track
| Vinyl Single 1   | Vinyl Single 1                      | Vinyl Single 1 |
| STT              | Nhan đề                             | Thời lượng     |
| ---------------- | ----------------------------------- | -------------- |
| 1.               | "We Be Clubbin'" (LP Version)       | 4:48           |
| 2.               | "We Be Clubbin'" (Instrumental)     | 4:45           |
| 3.               | "We Be Clubbin'" (Clean Radio Edit) | 4:03           |
| 4.               | "We Be Clubbin'" (Clean Acappella)  | 4:49           |
| Tổng thời lượng: | Tổng thời lượng:                    | 18:25          |

| CD Single        | CD Single                           | CD Single  |
| STT              | Nhan đề                             | Thời lượng |
| ---------------- | ----------------------------------- | ---------- |
| 1.               | "We Be Clubbin'" (Clean Radio Edit) | 3:54       |
| 2.               | "We Be Clubbin'" (Clean LP Version) | 4:48       |
| 3.               | "We Be Clubbin'" (Instrumental)     | 4:05       |
| 4.               | "We Be Clubbin'" (A Cappella)       | 4:49       |
| Tổng thời lượng: | Tổng thời lượng:                    | 17:36      |

| Vinyl Single 2   | Vinyl Single 2                                    | Vinyl Single 2 |
| STT              | Nhan đề                                           | Thời lượng     |
| ---------------- | ------------------------------------------------- | -------------- |
| 1.               | "We Be Clubbin'" (Clark World Remix)              | 4:24           |
| 2.               | "We Be Clubbin'" (Clark World Remix Instrumental) | 4:16           |
| 3.               | "Clark World Remix" (Clean Radio Edit)            | 4:05           |
| 4.               | "We Be Clubbin'" (Clark World Radio Remix)        | 3:46           |
| 5.               | "We Be Clubbin'" (Clark World Remix Acapella)     | 3:46           |
| Tổng thời lượng: | Tổng thời lượng:                                  | 20:17          |